# Association des universités indiennes
Association of Indian Universities (AIU) est une organisation basée à Delhi en Inde ayant pour but d'évaluer les cours, programmes, la norme et les crédits d'Universités étrangères et leur trouver des équivalences par rapport aux divers cours offerts par les Universités indiennes. 
L'AIU est principalement concernée avec la reconnaissance de Degrés/Diplômes attribués par les Universités accréditées en Inde et à l'étranger dans le but de l'admission aux plus hauts cours dans les Universités indiennes. L'AIU est aussi une agence appliquant les accords signés sous l'Emission d'Echange Culturelle entre l'Inde et les autres pays dans le champ de l'éducation, relatif à la reconnaissance de qualifications étrangères (sauf la médecine et les cours reliés). 
Son opinion quant à la légitimité ou la reconnaissance de qualification étrangère ne lie pas à une personne, tout comme elle n'est ni un corps règlementaire, ni une partie du gouvernement. Elle est en fait une société inscrite sous la loi sur les sociétés. 

## Personnalités célèbres de l'Association des universités indiennes
En 1994, le Professeur Samdhong Rinpoché, qui deviendra plus tard Premier ministre du Gouvernement tibétain en exil, fut membre du Comité permanent de l'Association des universités indiennes, puis vice-président, et il en a finalement été élu président en 1998.